# Brezik (Lukač)
Pour les articles homonymes, voir Brezik.
Brezik est un village de la municipalité de Lukač (Comitat de Virovitica-Podravina) en Croatie. Au recensement de 2011, le village comptait 213 habitants.